# Vallée des Merveilles
La vallée des Merveilles est une vallée du massif du Mercantour, dans les Alpes, où ont été découvertes plus de 40 500 gravures rupestres préhistoriques, datées du Néolithique final et de l’Âge du bronze ancien, au milieu d’autres gravures plus récentes. Elle est sur le territoire de la commune française de Tende.

## Les gravures préhistoriques

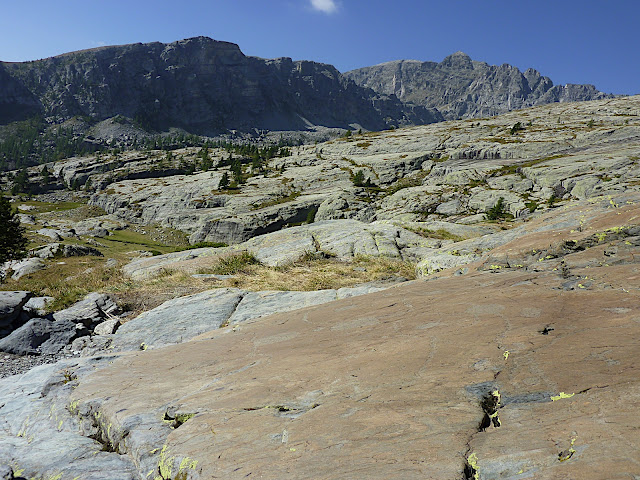
Dalles de roches moutonnées du val de Fontanalbe et mont Bégo en arrière-plan.

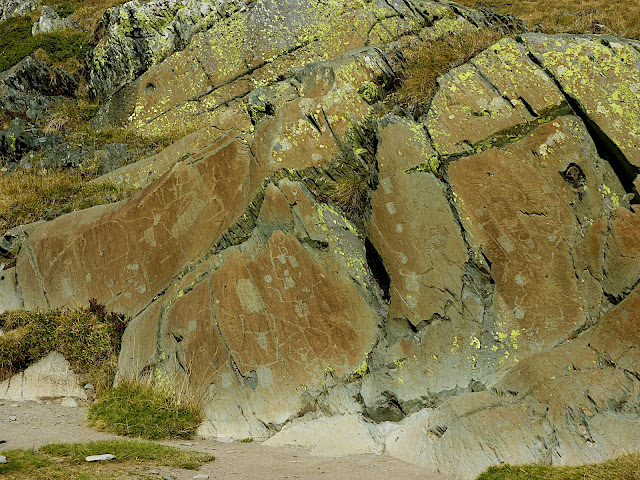
Dalles gravées avec corniformes.

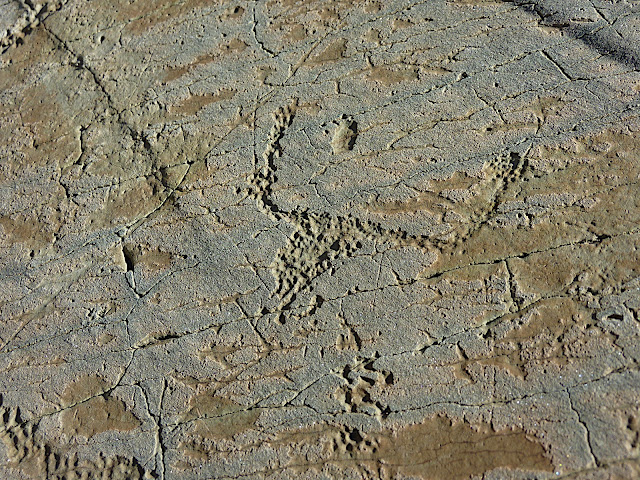
Gravures par technique de cupules.

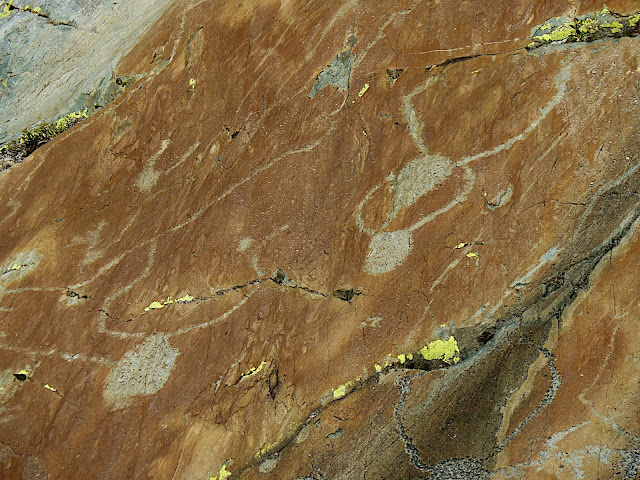
Gravures représentant des corniformes.

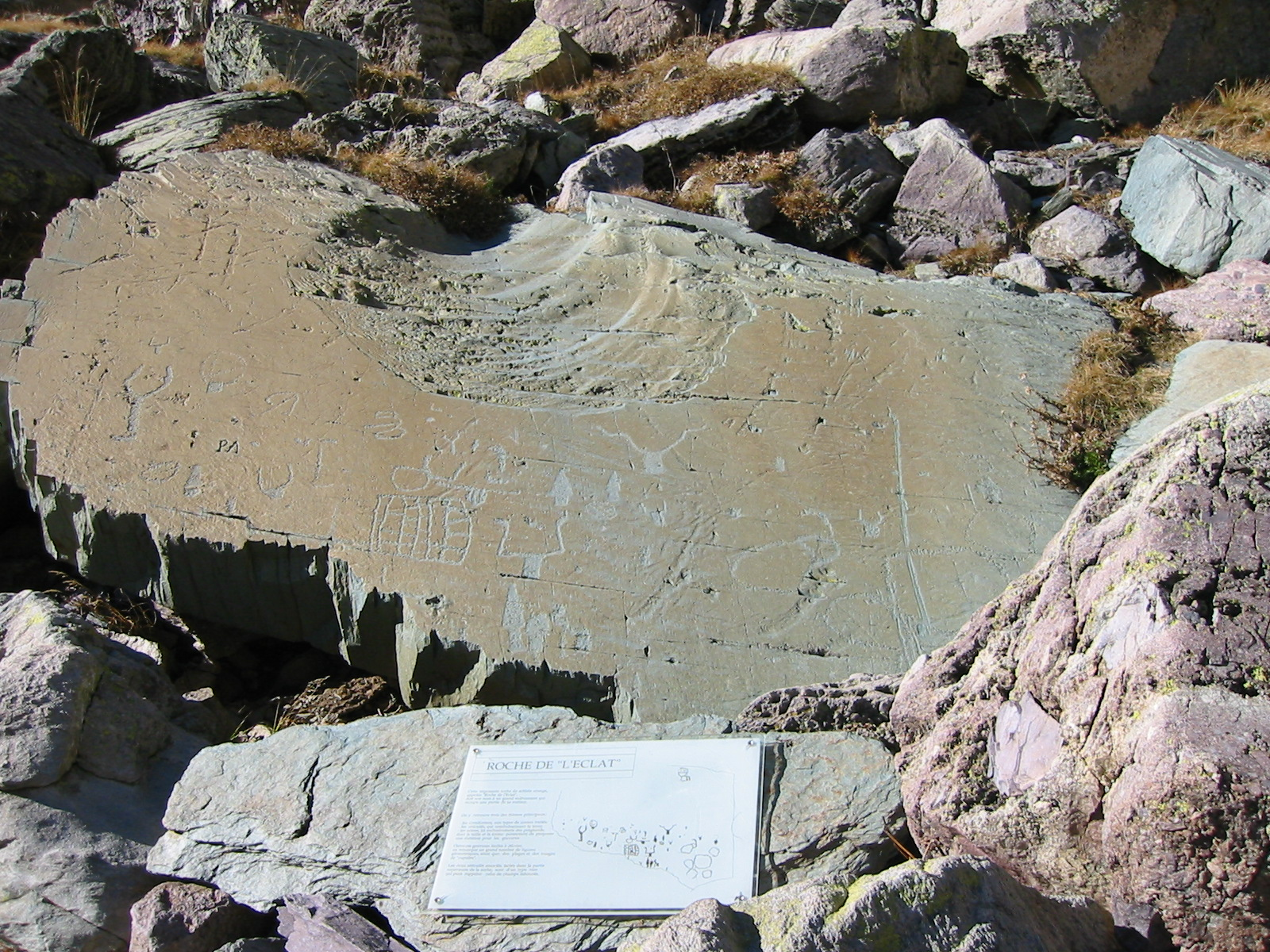
Une des roches gravées.

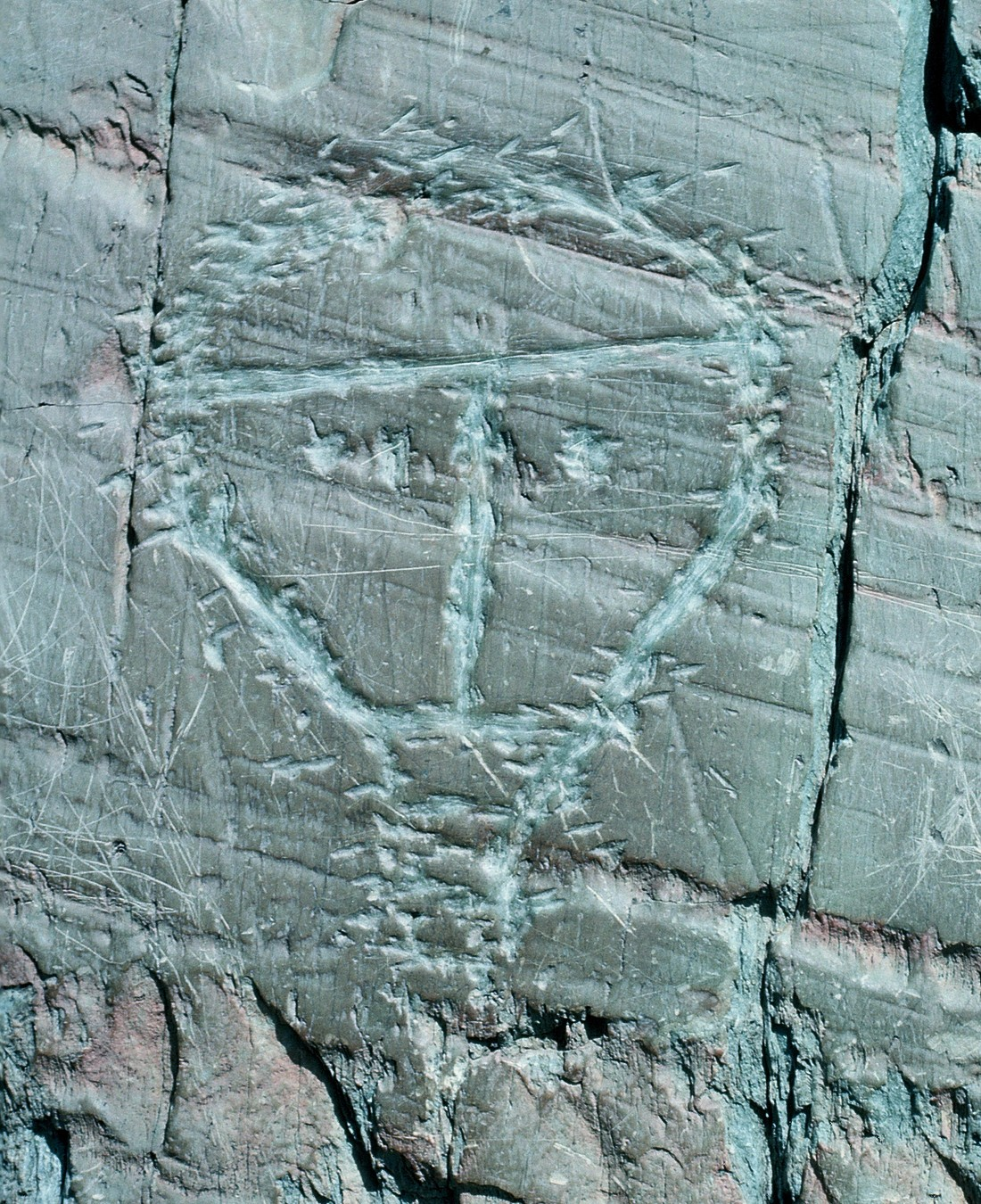
Le « Christ ».

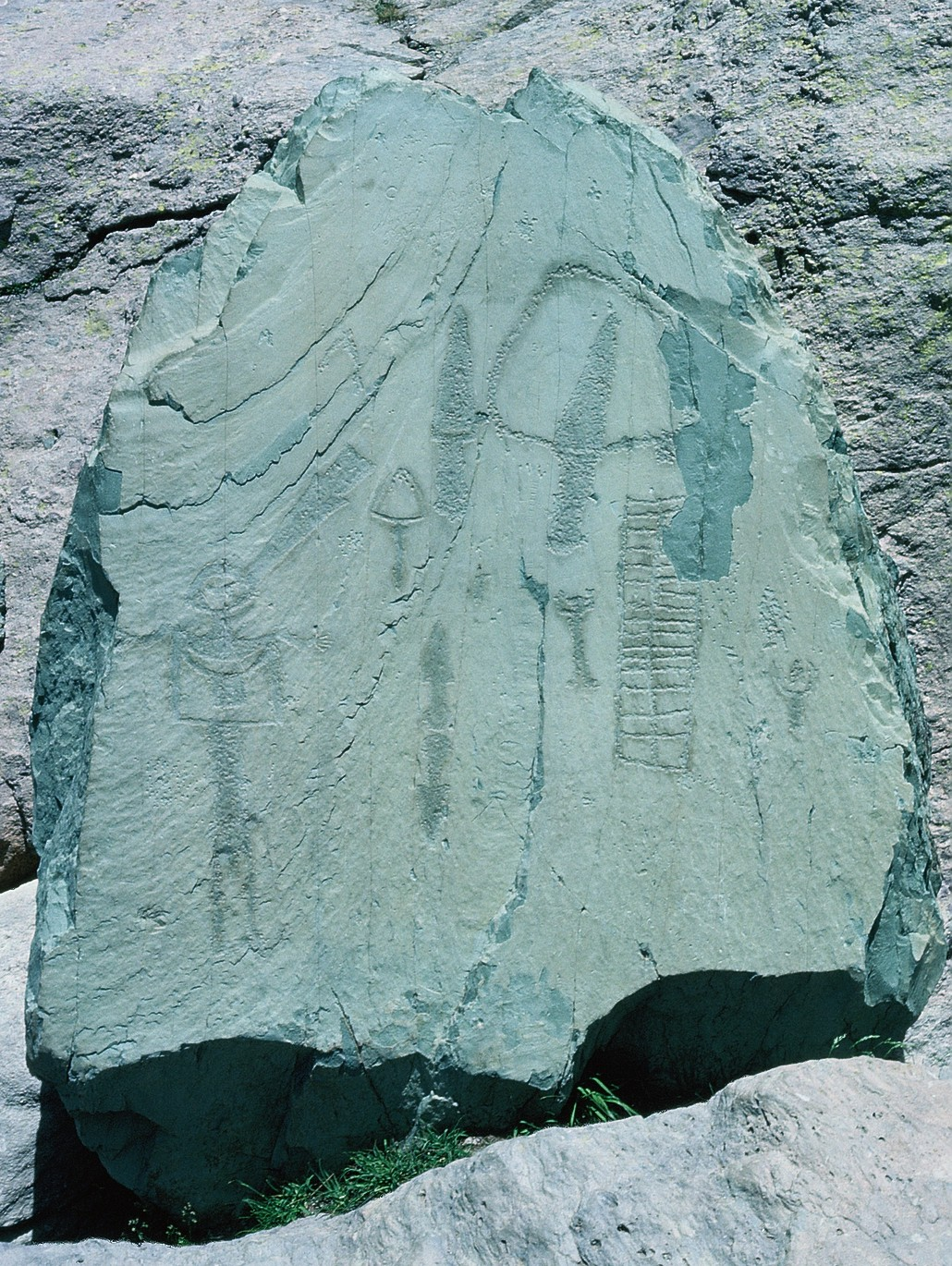
Le chef de tribu,,.

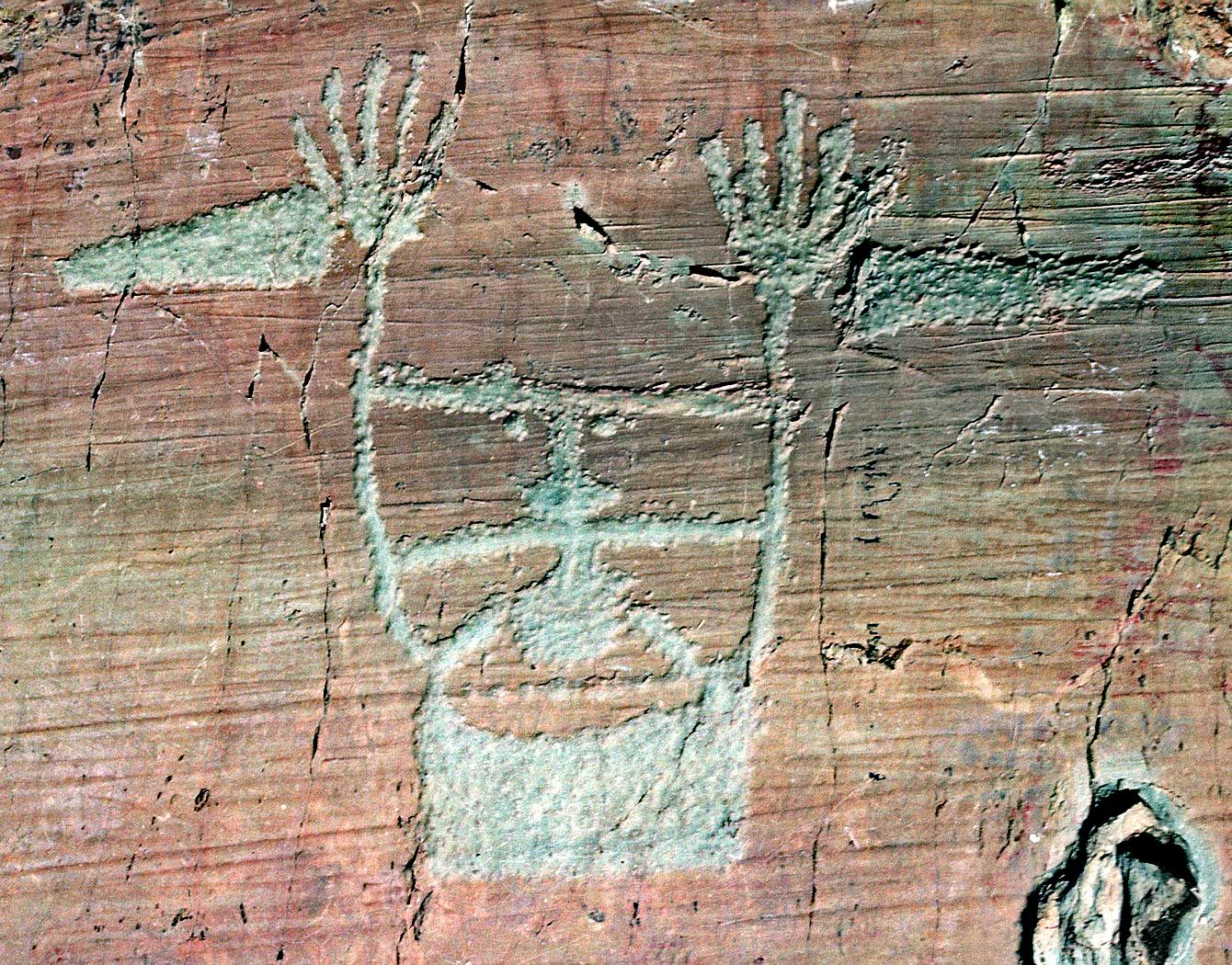
Le sorcier.

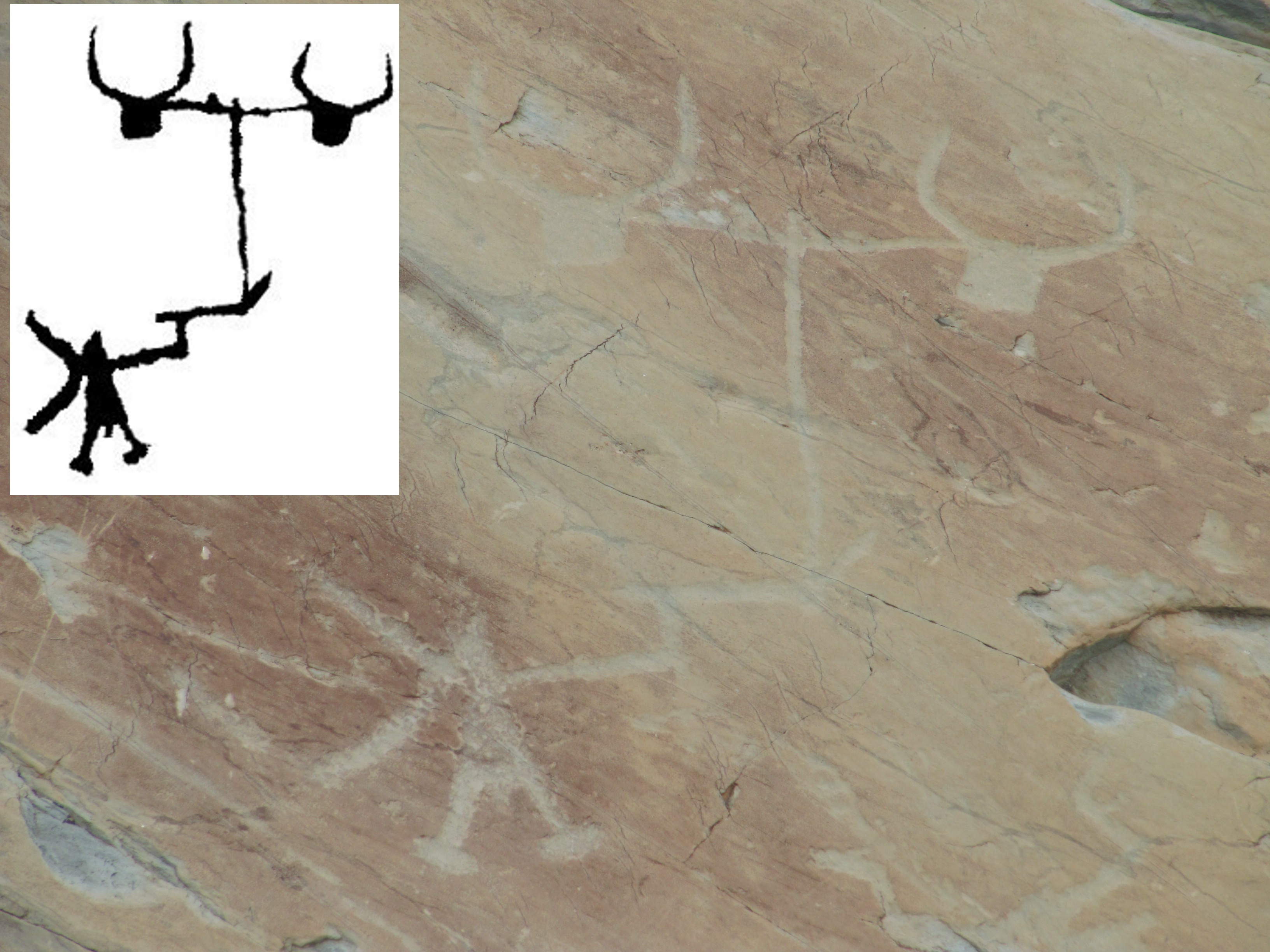
Un homme avec un araire attelé à deux animaux.

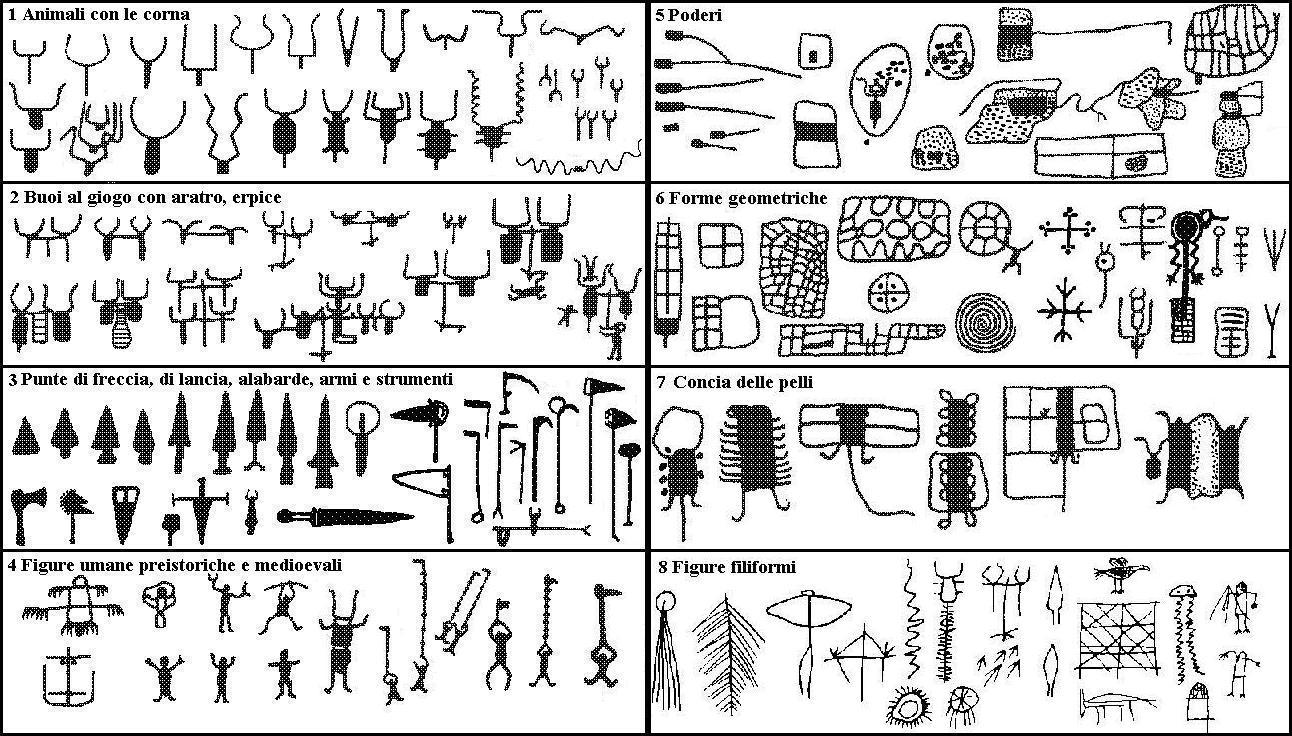
Différents types de pétroglyphes.

Découvertes à la fin du XIXe siècle, les gravures se trouvent sur des affleurements rocheux (roches moutonnées) ou bien sur des blocs erratiques (pélite et grès essentiellement).
Elles sont de deux sortes :
- des sillons en V correspondant à des inscriptions ou des tracés schématiques attribués aux périodes récentes ;
- des dépressions ou cupules larges à fond plat, réalisées par percussion, attribuées à l'Âge du bronze.

Les éléments de ce groupe comportent des figures à cornes (bovins), des armes (poignards, hallebardes, haches, etc.), des anthropomorphes,,, et des figures géométriques (spirales, réticulés, etc.). 
L'interprétation est délicate, mais fait généralement référence à des préoccupations religieuses. L'hypothèse des rites de passage pastoraux a récemment été développée.
Située dans la région du mont Bégo à la frontière franco-italienne, le site de la vallée des Merveilles englobe en réalité plusieurs sites de gravures rupestres (Merveilles, Fontanalbe, Valmasque, Valaurette, Sabion, Sainte-Marie) où ont été recensés près de 100 000 gravures rupestres, dont 37 000 figuratives, qui concernent 3 700 roches couvrant près de 1 400 ha répartis dans un ensemble plus vaste de 4 000 ha, ce qui fait de ce site (en quantité) le premier ensemble rupestre pour le territoire français, devant celui de Fontainebleau. Ces gravures sont en effet réparties dans sept hautes vallées situées à plus de 2 000 m d’altitude, autour du mont Bégo (2 872 m) et du rocher des Merveilles (2 659 m), dont six en France : Vallauretta, Valmasque, col du Sabion, lac Sainte-Marie et surtout Merveilles (972 ha) et Fontanalba (486 ha) remarquables par leur richesse en gravures. Sur le versant italien se trouve le secteur de Vei del Bouc.
Relevées et identifiées depuis la fin du XVIIe siècle, les gravures ne furent systématiquement étudiées qu'à partir de 1897 par le Britannique Clarence Bicknell,,, puis le sculpteur Carlo Conti de 1927 à 1942.  L'équipe d'Henry de Lumley (Muséum national d'histoire naturelle) a répertorie depuis 1967 l'ensemble des gravures sur un territoire de 1 400 ha (soit 14 km2).
À partir de 1967, le professeur Henry de Lumley, avec la collaboration de chercheurs du laboratoire de Préhistoire du Muséum national d’histoire naturelle et du laboratoire départemental de Préhistoire du Lazaret, entreprend des recherches continues sur le site. Des équipes d’archéologues stagiaires se relaient tous les étés pour inventorier, cartographier, photographier en lumière rasante, décrire (et si nécessaire mouler), relever sur calque puis numériser et organiser en base de données informatisée tous les relevés. 
L’exploitation des données recueillies permet de mettre en évidence certains éléments généraux ainsi que leur corrélation, puis de proposer des interprétations.
Le site accueille encore de nos jours des étudiants en histoire de l’art, archéologie, géologie du Quaternaire et géomorphologie du monde entier sous la responsabilité d’archéologues spécialisés.
Plus de 30 000 gravures (dont 20 000 figuratives) ont déjà été enregistrées depuis le relevé systématique entrepris à partir de 1967 par un collectif issu d'une collaboration entre universités, musées et instituts scientifiques, financée par le ministère de la Culture et le conseil général des Alpes-Maritimes.
La plupart de ces gravures sont disposées autour du mont Bégo, ce qui a laissé supposer à certains scientifiques que ce mont était sacré. La répartition est d'environ 50 % dans la vallée des Merveilles, et 50 % dans la vallée de Fontanalbe (ou Fontanalba), situées respectivement à l'ouest et au nord du mont Bégo.
Cependant, certains secteurs, situées plus au nord du mont Bégo, contiennent également des séries de gravures, même si celles-ci sont très résiduelles (au mieux quelques dizaines de gravures par secteur). On peut donc établir la répartition suivante, par ordre décroissant d'importance, avec en tête les deux principaux secteurs :
- vallée des Merveilles,
- vallée de Fontanalbe[18] ;

et les secteurs résiduels :
- secteur de Valaurette,
- secteur du col du Sabion (à cheval entre la France et l'Italie),
- secteur du lac de Sainte-Marie,
- secteur de Valmasque,
- secteur du lac du Vei Del Bouc (en Italie).

L'ensemble étant inégalement réparti dans un rectangle de 40 km2.

## Les gravures historiques
Moins célèbres, de nombreuses gravures dites linéaires ou en sillon en V parsèment les sites et sont faites par traçage (d'autres néanmoins conservent la technique par cupules). Elles témoignent du passage, si ce n'est de la résidence temporaire comme pour les gravures pastorales, des hommes au cours de notre ère. La plus ancienne gravure linéaire, étonnante et grivoise, est datée par l'épigraphie du IIe siècle de notre ère et est rédigée en latin : HOC QVI SCRIPSIT PATRI MIII FILIVM PIIDICAVIT, soit en caractères actuels : hoc qui scripsit patri mei filium pedicavit,,.
Les figures dites anthropomorphiques, arboriformes et arbaletiformes sont attribuées au Moyen Âge. S'ensuivent divers thèmes, associés à certaines catégories sociales : marins (bateaux à voile détaillés) ou soldats (figures du XVIIIe siècle avec la représentation de baïonnettes et mitres de grenadiers), voire contrebandiers.
A l'époque moderne et contemporaine, ce sont les témoignages de soldats alpins italiens ou des bergers de la vallée de la Roya qui dominent, avec notamment des signatures.
Le lieu où ces gravures sont les plus denses (et visibles par le GR52) et quasi exclusives (avec l'inscription latine, en dehors de deux poignards de l'Âge du bronze) est la Paroi vitrifiée, imposante paroi rocheuse lustrée par le poli glaciaire.
Les « gravures » actuelles n'ont aucun intérêt historique et sont des dégradations susceptibles de poursuites judiciaires, étant à la fois accomplies dans un site classé monument historique et zone centrale d'un parc national.

## Interprétation des gravures
Les recherches dirigées par Henry de Lumley offrent un premier résultat concernant la compréhension et la mécanique de l’organisation sociale et culturelle des peuples anciens de l'Âge du bronze méditerranéen.
Les pétroglyphes sont considérés comme des signes stylisés, des symboles, voire des pictogrammes : chaque gravure ou association volontaire de gravures a une signification propre et représente une notion, une pensée mythique. Ces pictogrammes étaient destinés à inscrire sur la pierre certains rites sacrés en relation avec les préoccupations agricoles et pastorales des populations locales. En ce sens, on peut commencer à parler d’une protoécriture. Il s’agit d’un langage symbolique, essentiellement religieux, où l’image permet d’établir une communication avec le divin.
Les gravures témoignent des croyances des populations d'agriculteurs des Âges du cuivre et du bronze. Pour certains chercheurs, le mont Bego aurait été divinisé et aurait été une puissance à la fois tutélaire en raison des eaux qui en descendent et redoutable par ses orages fréquents et violents. Le thème le plus représenté est celui du taureau. La présence d'araires attelées aux animaux atteste la pratique de l'agriculture ; des dessins réticulés évoquent des enclos ou des parcelles de champs. Par ailleurs on trouve des représentations d'armes (poignards, haches et hallebardes, arme formée d'un long manche où vient se fixer perpendiculairement une lame de poignard) gravées en nombre. Peu nombreuses, les figures anthropomorphes ont été affublées de surnoms plus ou moins traditionnels, pour les plus connues : le Sorcier, le Christ, le Chef de tribu, la Danseuse… D'autres, plus énigmatiques, autorisent toutes les interprétations, tel l'Arbre de vie à Fontanalbe.

### Des interprétations isolées et controversées
D’autres chercheurs travaillent également sur des sujets de recherche variés, en rapport avec les gravures : astronomie, mesure du temps, comparaison avec des religions anciennes, etc.
Émilia Masson (chercheur du CNRS) estime, quant à elle, que les gravures évoquent une même idée, celle de la survie. Elle interprète celles du secteur de Fontanalbe comme des scènes naturalistes (représentant le domaine des mortels) et celles des Merveilles comme des scènes cosmologiques (le monde divin). Avec une approche linguistique et spiritualiste de l’étude du site, elle décrit en ces termes les trois principales stèles : « La stèle la plus élevée montre l’union entre le ciel et la terre, le ciel étant représenté comme l’effigie du soleil auréolé qui chevauche une échelle. La terre lève les bras afin  de recevoir les pluies célestes. Les deux poignards parallèles tracés entre les figures divines traduisent leur union. Le deuxième épisode du récit, la séparation du couple primordial devenue indispensable afin de maintenir l’équilibre cosmique, est évoqué à l’aide d’une image anthropomorphe qui manie deux poignards en position horizontale. La troisième stèle, située au niveau le plus bas, et au bord même du torrent des Merveilles, relate la victoire du dieu de l’orage et, grâce à elle, la naissance d’un monde nouveau où vont intervenir les mortels. »
En juillet 1991, lors d’un colloque international consacré aux gravures des Merveilles qui s’est tenu à Tende, Emilia Masson avait inauguré l’An II de l’interprétation des trente à quarante mille signes découverts autour du mont Bégo, sur la centaine de mille que l’on peut observer entre les vallées de la Roya et la Gordolasque. Elle a orienté les recherches vers d’autres messages livrés à travers les millénaires par les hommes, en d’autres endroits de la terre. Plus précisément, cette spécialiste des écritures, notamment hittites, se place sur le terrain de la relation du soleil, le père, avec la terre, la mère, que l’on retrouve dans d’autres civilisations. 
D'autres pistes ont été proposées, comme celle de Chantal Jègues-Wolkiewiez liant l’orientation des figures anthropomorphiques avec la position des astres. Dans sa thèse soutenue en 1997 à l'Université de Nice, elle présente les symboles corniformes ou anthropomorphes gravés par les anciens comme porteurs d'une signification cosmique, la vallée des Merveilles étant alors un observatoire géant lié à la constellation du taureau, symbole de la fécondité et du renouveau pour la civilisation pastorale. L’interprétation astronomique confirmerait l’hypothèse d’un culte dédié à cet animal-dieu à la fin du néolithique, dans la région ligure, à l’image des grands mythes peuplant alors l’imaginaire méditerranéen, comme le Minotaure crétois.

## Contexte géologique
Le secteur des Merveilles est situé au cœur du massif cristallin externe alpin de l’Argentera-Mercantour.
Sur un socle constitué de gneiss, migmatites et granites d’anatexie, repose une série fluvio-lacustre détritique du Permien.
Trois formations sont distinguées au sein de cette série permienne.
- À la base, la « formation de l’Inferno », transgressive sur le socle cristallophyllien, est essentiellement gréso-conglomératique avec quelques niveaux de décrue silteux.
- Succédant à la formation de l’Inferno, la « formation des Merveilles » comprend pour l’essentiel des siltites verdâtres sur lesquelles a été gravée la plupart des représentations protohistoriques de la vallée des Merveilles datées de l’Âge du bronze. Cette sédimentation homogène en domaine lacustre connaît ensuite des épisodes d’émersion marqués par le développement de structures stromatiformes et des bioturbations.
- Au-dessus de ces niveaux, une sédimentation fluvio-lacustre se poursuit avec le dépôt d’un ensemble gréso-conglomératique entrecoupé de niveaux plus fins silto-gréseux. Cet ensemble est dénommé « formation du Bego » et constitue le dernier terme de cette série sédimentaire permienne.

Les séries mésozoïques carbonatées ont été complètement érodées dans la zone et il faut redescendre vers la vallée de la Roya pour les retrouver.
Un modelé glaciaire mis en place il y a environ 10 000 ans confère sa morphologie particulière à la zone avec une série de polis glaciaires, moraines et blocs erratiques.

## Visites et randonnées
Le site remarquable de la vallée des Merveilles bénéficie de plusieurs protections administratives : au titre du Parc national du Mercantour, en tant que site naturel et plus récemment par une protection au titre des monuments historiques. Il a d'abord été inscrit le 26 octobre 1959 au titre des sites naturels, en application de la loi du 2 mai 1930, arrêté transformé en classement par arrêté du 22 avril 1969. Son territoire a par ailleurs été inclus dans l'aire du Parc national du Mercantour par décret du 18 août 1979. 
La protection au titre des monuments historiques est, elle, intervenue le 27 novembre 1987 (inscription sur l'inventaire supplémentaire des monuments historiques, selon la procédure qui a été déconcentrée en 1984. Puis le classement des gravures a parachevé cette protection par arrêté du 8 décembre 1989. 
Parallèlement, le Plan Patrimoine institué par la loi no 88-12 du 5 janvier 1988 relative au patrimoine monumental a permis d'engager les premières actions financées, dans le cadre de la loi du 31 décembre 1913 sur les monuments historiques, par le ministère chargé de la culture.
Les gravures rupestres de la vallée des Merveilles et de la région du mont Bego constituent un patrimoine archéologique exceptionnel qui doit être porté à la connaissance du public tout en étant impérativement préservé de toute dégradation humaine. Pour répondre à cette double mission et compte tenu de la très grande vulnérabilité de ces gravures et de la configuration des lieux, la Direction régionale des affaires culturelles (DRAC) de la région Povence-Alpes-Côte d'Azur et le Parc national du Mercantour ont, depuis 1990, progressivement mis en place un dispositif de valorisation du site et de gestion de sa fréquentation. Les dispositifs de protection, de valorisation et de gestion de la fréquentation du site ont été pérennisés et renforcés à travers des conventions fixant le cadre général du partenariat entre le PNM et la DRAC. Elle précise les conditions dans lesquelles la DRAC a mandaté le PNM pour la surveillance et la gestion des gravures rupestres des vallées des Merveilles et de Fontanalba protégées au titre de la loi de 31 décembre 1913 sur les monuments historiques.  
Un sentier de grande randonnée (GR52) traverse cette vallée. Certaines gravures sont visibles à partir de ce sentier, qu'il est interdit de quitter sans être accompagné d'un guide agréé. Selon un archéologue travaillant sur place, l'idéal serait de commencer par visiter le musée départemental des Merveilles de Tende , puis de participer à une visite guidée,.

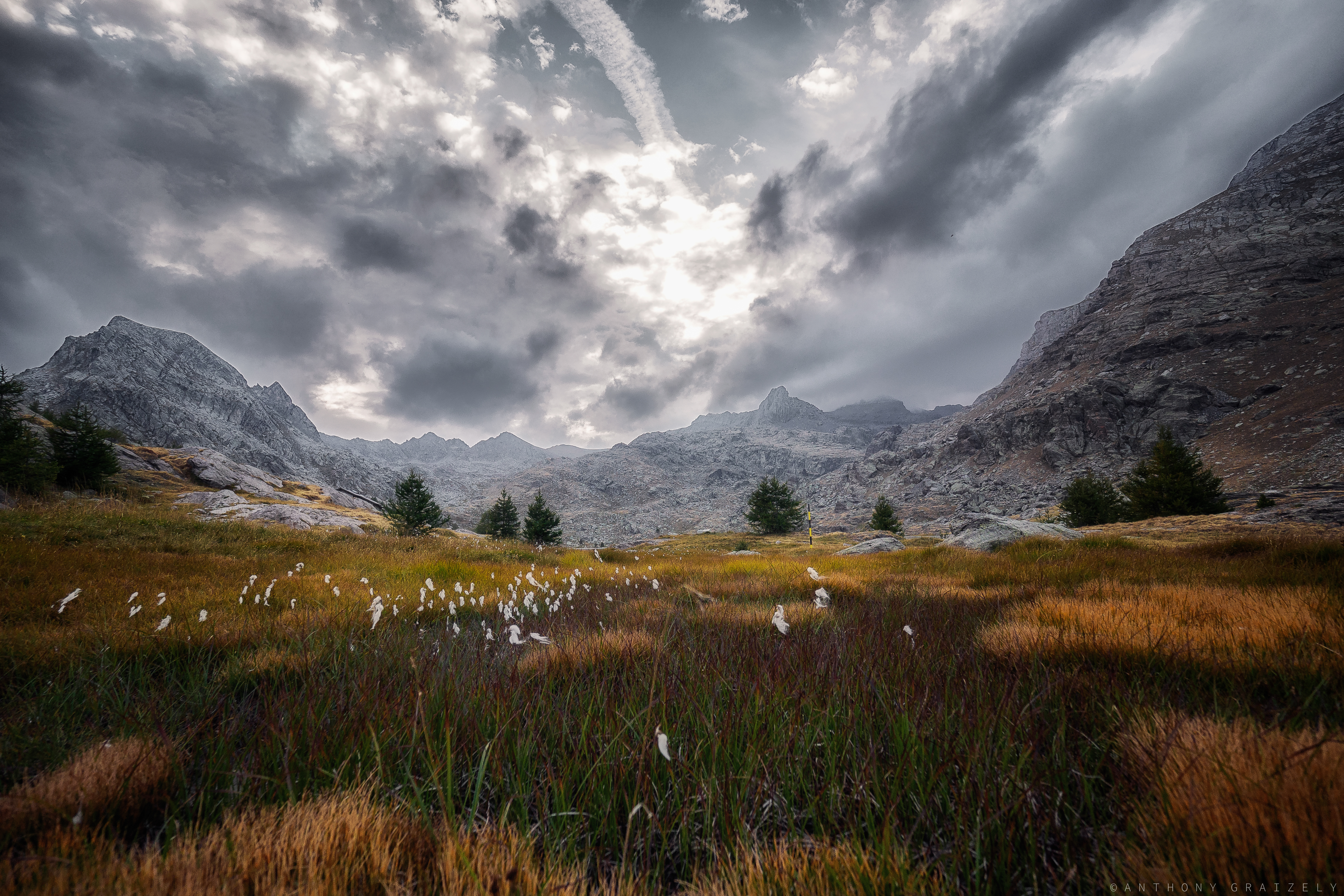
Paysage dans la vallée des Merveilles. Aout 2017.
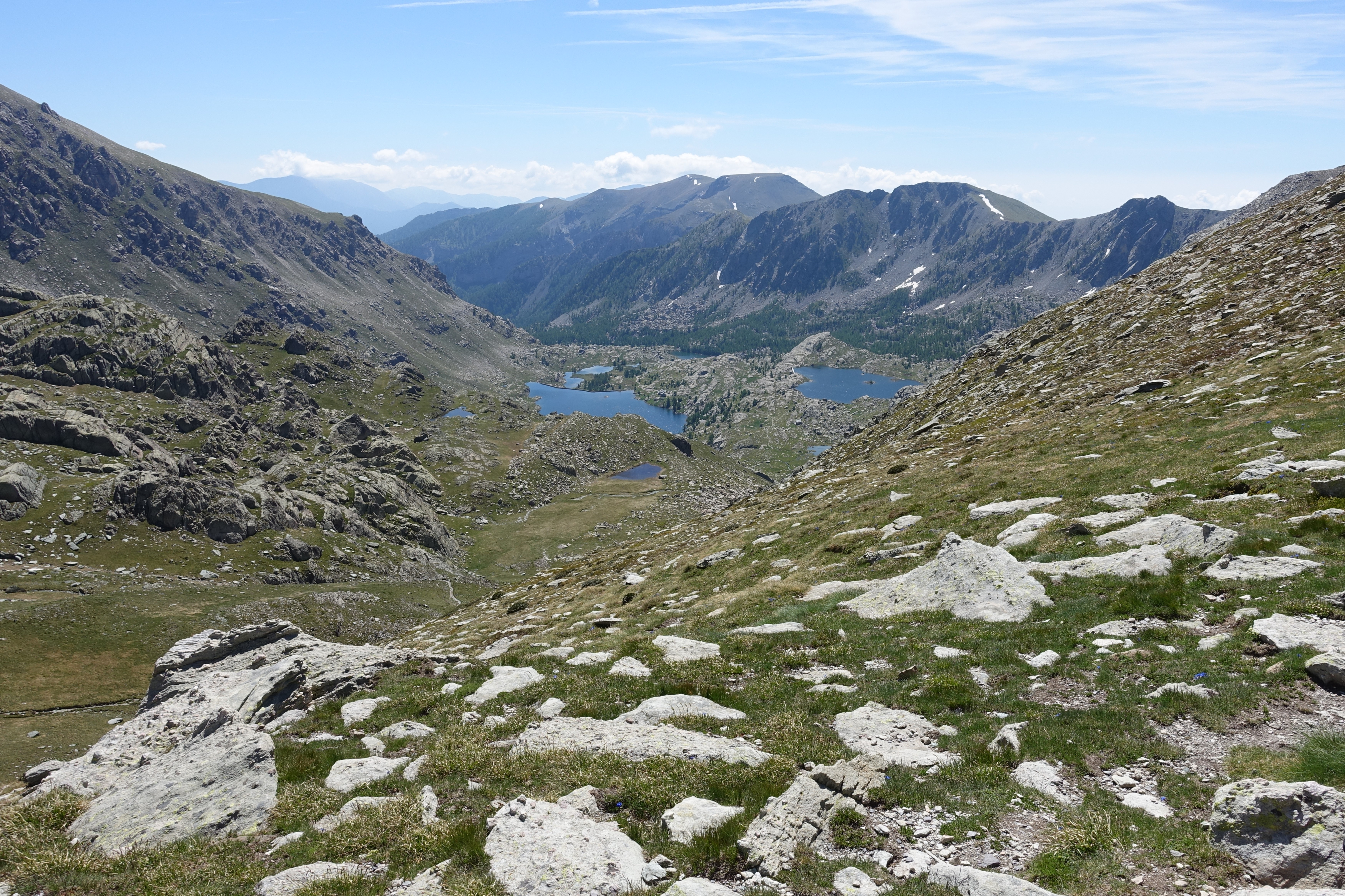
Lacs dans la Vallée des Merveilles.
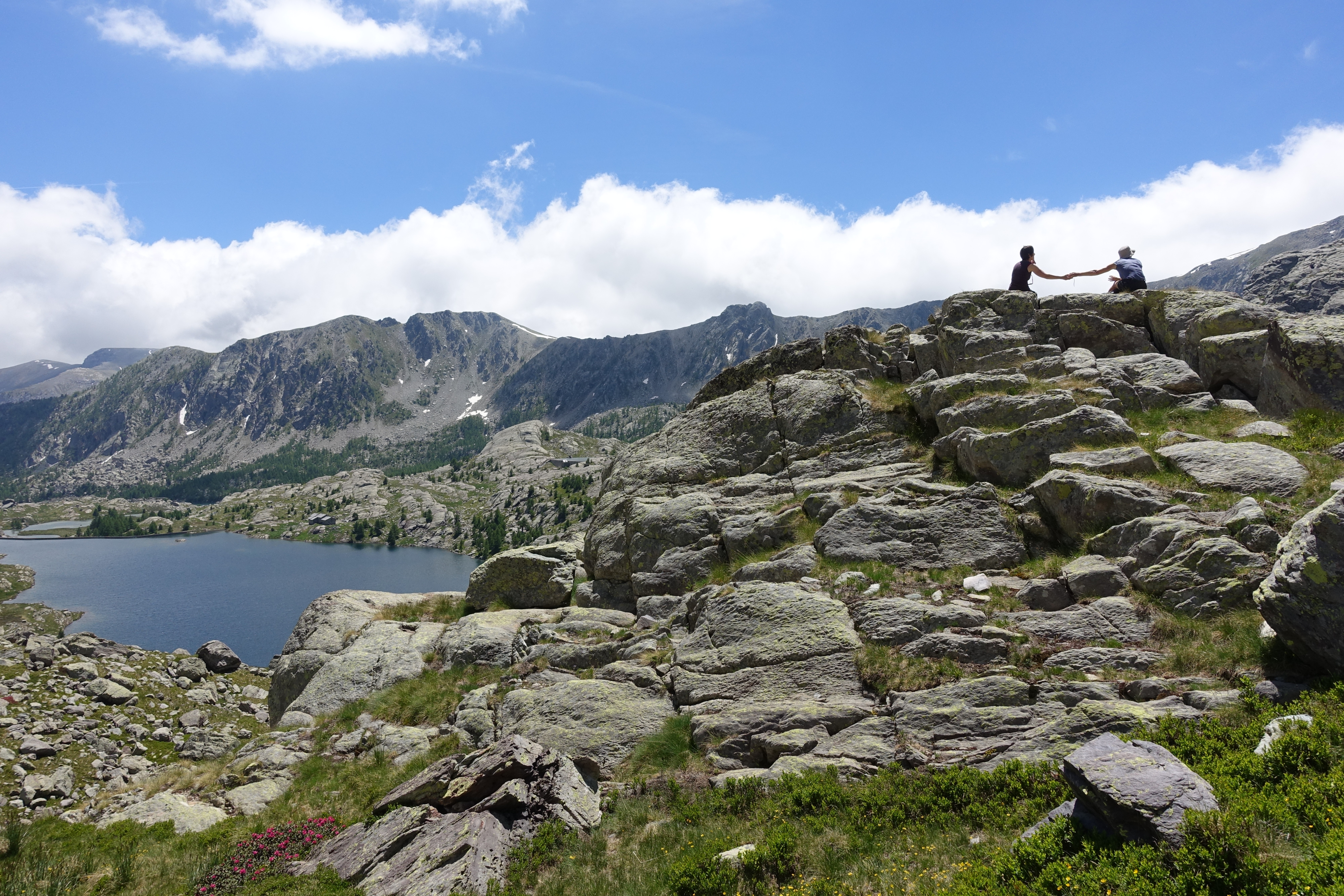
Le lac Supérieur avec le refuge des Merveilles.
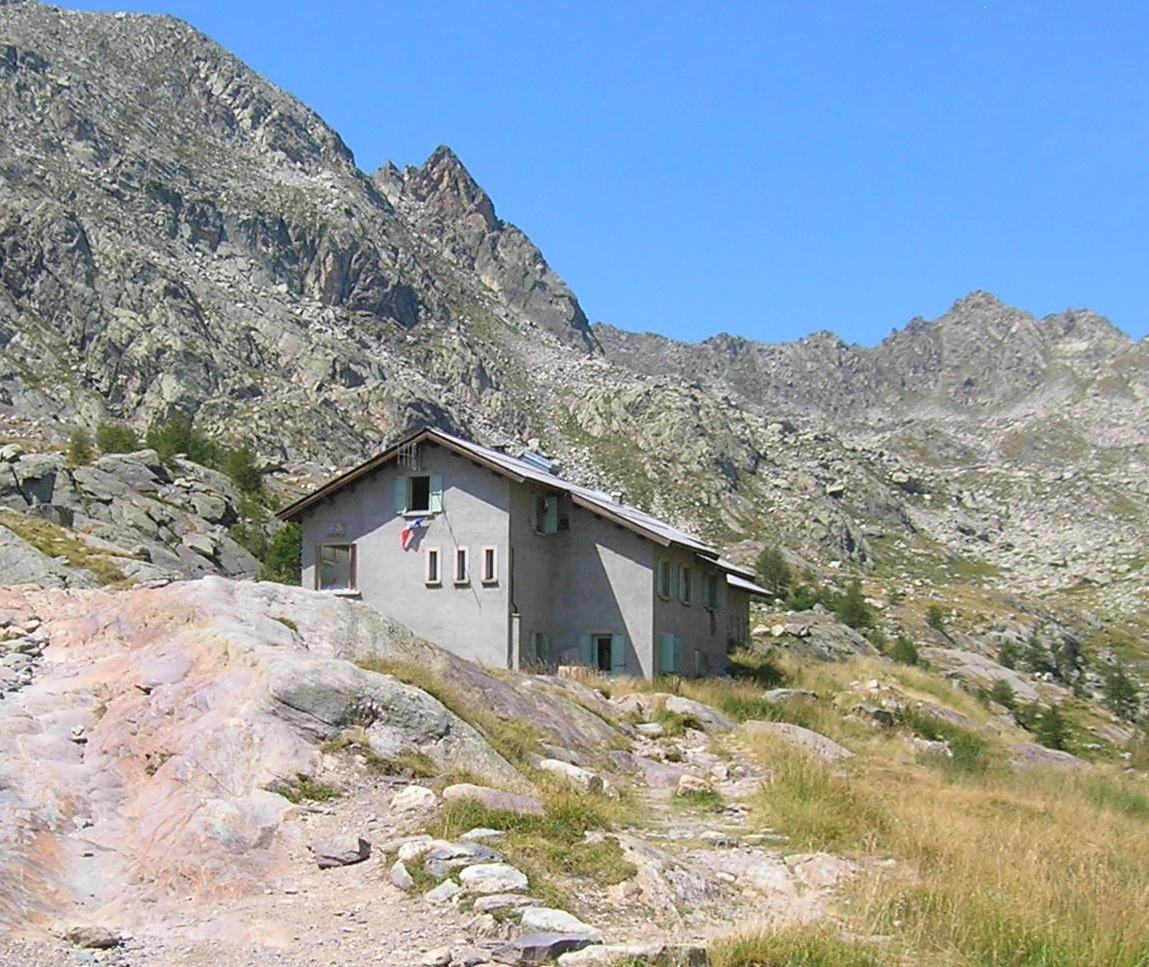
Refuge des Merveilles.